# Bateria de Nossa Senhora da Glória do Outeiro
A Bateria de Nossa Senhora da Glória do Outeiro localizava-se no adro da Igreja de Nossa Senhora da Glória do Outeiro, na cidade e estado do Rio de Janeiro, no Brasil.

## História
Constituiu-se numa posição defensiva, em posição dominante no outeiro onde se erguia a capela de Nossa Senhora da Glória, batendo a enseada e a praia de mesmo nome. Já figura em mapa de 1791, provávelmente integrando o reforço das defesas da cidade promovido ao final do século XVII pelo governador da capitania do Rio de Janeiro, Sebastião de Castro Caldas (1695-1697), que reaparelhou as fortificações da cidade por temer represálias das suas instruções às autoridades da Ilha Grande, ilha de São Sebastião e vila dos Santos, negando acolhida a navios franceses na costa ao sul do Rio de Janeiro.
O Vice-rei D. José Luís de Castro (1790-1801), por medida de segurança, colocou "artilhamento" no adro da igreja da Glória do Outeiro (LAYTANO, 1959). Essa artilharia foi definida por outros autores como "de regular calibre". Com o final de seu governo, essa e outras baterias que fizera erguer para defesa da marinha da cidade do Rio de Janeiro, foram desguarnecidas e desartilhadas.
Uma iconografia da cidade do Rio de Janeiro vista do adro da Igreja em meados do século XIX ("A cidade vista do adro da Igreja da Glória do Outeiro", c. 1847. Museus Castro Maya, Rio de Janeiro), da autoria de Raymond-Auguste Quinsac de Monvoisin (1790-1870), não evidencia traços dessa estrutura.
Atualmente, apenas os drenos de águas pluviais no beiral do telhado da Igreja, em forma de pequenas peças de artilharia, lembram essa antiga função defensiva aos visitantes.